# DJ Cashi
DJ Cashi (* 16. November 1990 in Leipzig; bürgerlich Steve Carstensen) ist ein auf Mallorca tätiger deutscher Party-DJ aus Leck im Kreis Nordfriesland.

## Leben und Karriere
Von 2019 bis 2022 war Steve Carstensen bei Antenne Sylt als Moderator tätig. Parallel arbeitete der ehemalige Journalist bis April 2022 für den Schleswig-Holsteinischen Zeitungsverlag und SAT.1 Regional. Zusammen mit seinem Cousin Bjarne Carstensen betreibt er aktuell das Medienunternehmen NF1.tv, das unter anderem Livestreams für die SG Flensburg-Handewitt und Sportübertragungen in Nordfriesland produziert hat. Am 20. Mai 2022 wurde in Zusammenarbeit mit dem Bierkönig auf Mallorca der Fernsehsender BierkönigTV ins Leben gerufen. Seit 2022 ist Steve Carstensen als DJ Cashi im Bierkönig auf Mallorca tätig. Am 24. Juni 2022 erschien die Single Olivia, bei der DJ Cashi als Featuring für Die Zipfelbuben agiert. Diese erreichte Rang zwei der deutschen Singlecharts und musste sich lediglich dem Spitzenreiter Layla (DJ Robin & Schürze) geschlagen geben.

## Diskografie
Singles
- 2022: Bier Uhr (mit Bierkapitän & Unnormal)
- 2022: Meine Nachbarn (mit Banjee)
- 2022: 9 Euro Ticket (mit DJ Düse & Frenzy)
- 2022: Olivia (Die Zipfelbuben feat. DJ Cashi)
- 2022: Piep Piep Piep (mit Carina Crone)
- 2022: Kika Tanzalarm (A-E-I-O-U) (mit Rick Arena & Volker Rosin)
- 2022: Die schönste Frau der Welt (mit Markus Becker)
- 2022: Theo (Der Bananenbrot-Song) (mit Tobee & Ivan Fillini)
- 2023: Schatzi, hol mich ab (mit Markus Becker & Fabio Gandolfo)
- 2023: Kim
- 2023: Elo E Elo O (Party si, Kater no) (mit Marie Käfer & Langer)
- 2023: Suche hier am Ballermann (mit Honk!)
- 2023: Nur ein bisschen Sex (Die Zipfelbuben feat. DJ Cashi)
- 2023: PimmelBingo (mit Ole ohne Kohle und DJ Domy)
- 2023: Bieraktivist (mit Tim Toupet)
- 2023: Alles steif (Papagei) (mit Carolina und Andy Luxx)
- 2023: Abgefüllt (Malle ist unser Leben) (mit Sabbotage und Tommy Fieber)
- 2023: Wenn man’s so sieht (mit Axel Fischer)

## Auszeichnungen für Musikverkäufe
Anmerkung: Auszeichnungen in Ländern aus den Charttabellen bzw. Chartboxen sind in ebendiesen zu finden.
| Land/RegionAuszeichnungen für Musikverkäufe (Land/Region, Auszeichnungen, Verkäufe, Quellen) | Gold  | Platin  | Verkäufe | Quellen           |
| -------------------------------------------------------------------------------------------- | ----- | ------- | -------- | ----------------- |
| Deutschland (BVMI)                                                                           | Gold1 | —       | 200.000  | musikindustrie.de |
| Österreich (IFPI)                                                                            | —     | Platin1 | 30.000   | ifpi.at           |
| Insgesamt                                                                                    | Gold1 | Platin1 |          |                   |